# Болтірік-Шешен
Болтірі́к-Шеше́н (каз. Бөлтірік шешен) — село у складі Таласького району Жамбильської області Казахстану. Адміністративний центр Кенеського сільського округу.
У радянські часи село називалося Совхоз Кенес.
Населення — 592 особи (2021; 1179 у 2009, 1216 у 1999, 1583 у 1989).